# Umetić
Umetić is een plaats in de gemeente Donji Kukuruzari in de Kroatische provincie Sisak-Moslavina. De plaats telt 124 inwoners (2001).

## Geboren
- Svetozar Boroević von Bojna (1856-1920), militair